# Helen Reevesová
Helen Reevesová (* 6. září 1980 Nottingham, Anglie) je bývalá britská vodní slalomářka, kajakářka závodící v kategorii K1.
Na mistrovstvích světa získala v letech 2002 a 2003 bronzové medaile v závodech hlídek K1. Startovala na Letních olympijských hrách 2004 v Athénách, kde v individuálním závodě K1 vybojovala rovněž bronz.